# Augsburg-Georgs- und Kreuzviertel
Das Georgs- und Kreuzviertel bezeichnet einen von 41 statistischen Stadtbezirken der bayerischen Großstadt Augsburg und ist Bestandteil des übergeordneten Planungsraumes Innenstadt. Am 31. Dezember 2013 lebten in dem 31,1 Hektar großen Bezirk rund 3.600 Menschen mit Erst- und Zweitwohnsitz.

## Geographie
Das Georgs- und Kreuzviertel befindet sich am nördlichen Rand der Augsburger Altstadt und wird von Westen beginnend im Uhrzeigersinn von der Volkhartstraße, den Straßen An der Blauen Kappe und Am Katzenstadel, der Thomm- und Frauentorstraße, der Jesuiten- und der Kohlergasse begrenzt.
Mit einer Fläche von gerade einmal 0,311 km² ist das Georgs- und Kreuzviertel der viertkleinste, zugleich aber auch einer der am dichtesten besiedelten Stadtbezirke Augsburgs (10.489 Einwohner je km²).

## Demographie
Im Georgs- und Kreuzviertel lebten am 31. Dezember 2013 3.262 Bürger mit Haupt- und Nebenwohnsitz. 594 Menschen mit ausländischem Pass bildeten zum selben Zeitpunkt einen Ausländeranteil von 18,21 Prozent, der damit etwas über dem Durchschnitt der Gesamtstadt (etwa 16,5 Prozent) liegt.

## Sehenswürdigkeiten
- Das Wertachbrucker Tor bildet die Grenze des Georgs- und Kreuzviertels zum nebenan gelegenen Stadtjägerviertel. Es wurde 1370 zunächst als Zolltor erbaut und später dann in die Wehranlage der Fuggerstadt integriert. Heute dient es vor allem der Schreinerinnung als repräsentatives Gebäude sowie als Veranstaltungsort.
- Das Fischertor mit einem weitgeschwungenen Einlass, das heute noch als ein Tor zur Durchfahrt dient.
- Die ehemalige Klosterkirche und heutige Pfarrkirche St. Georg.
- Die katholische Heilig-Kreuz-Kirche, bedeutend als Wallfahrtskirche („Wunderbarliches Gut“).
- Die evangelische Heilig-Kreuz-Kirche, bedeutend als erster protestantischer Kirchenbau der Stadt.

## Vereine und Organisationen
Das Georgs- und Kreuzviertel ist Sitz des Kreisverbandes Augsburg des ADFC mit der Fahrrad-Selbsthilfewerkstatt Bikekitchen Augsburg.